# Режиналду Файфе
Режиналду Файфе (порт. Reginaldo Faife, нар. 4 червня 1990, Келімане) — мозамбіцький футболіст, нападник албанського клубу «Кастріоті», а також національної збірної Мозамбіку. На клубному рівні грав у низці клубів Мозамбіку, Португалії, Албанії та Казахстану. Володар Кубка Албанії.

## Клубна кар'єра
Режиналду Файфе народився у місті Келімане, та розпочав виступи на футбольних полях у мозамбіцькій команді «Машакене» у 2009 році. У 2012 році став гравцем іншої мозамбіцької команди «Ліга Деспортіва», в якій грав до середини 2013 року.
У 2013 році Режиналду Файфе став гравцем португальського клубу «Насіунал», у складі якого грав до початку 2015 року. У 2015 році став гравцем португальського клубу другого дивізіону «Санта-Клара», у складі якого грав до середини 2016 року.
У 2016 році Режиналду Файфе став гравцем албанського клубу «Люфтерарі», у складі якого провів один сезон. У 2017 році мозамбіцький форвард став гравцем іншого албанського клубу «Лачі». На початку наступного року Режиналду став гравцем іншого албанського клубу «Кукесі», у складі якого з 13 забитими м'ячами став кращим бомбардиром чемпіонату Албанії, а також володарем Кубка Албанії.
У середині 2019 року Режиналду Файфе став гравцем казахського клубу «Шахтар» (Караганда), у складі якого грав протягом півроку. На початку 2020 року Файфе став гравцем іншого казахського клубу «Кайсар» з Кизилорди, до кінця року зіграв у його складі 17 матчів чемпіонату.
На початку 2021 року Режиналду Файфе став гравцем клубу «Шкупі» з Північної Македонії. Проте вже в цьому ж році мозамбіцький футболіст став гравцем казахської команди «Акжайик». Не ставши гравцем основи, Файфе повернувся до албанського чемпіонату в клуб «Динамо» (Тирана), проте за рік перебування в команді він не зумів відзначитись забитими м'ячами. З початку 2023 року Режиналду Файфе грає за албанський клуб «Кастріоті».

## Виступи за збірну
2011 року дебютував в офіційних матчах у складі національної збірної Мозамбіку. На початок 2023 року зіграв у складі збірної 35 матчів, у яких відзначився 3 забитими м'ячами.

## Титули і досягнення
- Володар Кубка Албанії (1):

«Кукесі»: 2018–2019
- Кращий бомбардир чемпіонату Албанії з футболу: 2018–2019 (13 м'ячів)